# Tas-Kystabyt
I Tas-Kystabyt (in russo Тас-Кыстабыт?; lingua sacha: Таас Кыстаабыт; chiamati anche Cresta di Saryčev, хребе́т Са́рычева) sono una catena montuosa che fa parte del sistema dei Monti Čerskij e si trova nel territorio della Sacha (Jacuzia) e dell'Oblast' di Magadan, in Russia. 
La catena è situata nell'interfluvio dell'alta Indigirka e del suo affluente destro, il fiume Nera, e sorge in uno dei settori più sud-orientali del sistema dei Čerskij. La montagna più alta della catena è una vetta senza nome di 2 341 m di altitudine. La catena montuosa si estende in una direzione approssimativamente nord-nord-ovest/sud-sud-est per circa 175 chilometri, separando l'Altopiano di Ojmjakon dall'Altopiano della Nera. A sud si prolunga nella catena dei Monti Chalkanskij.